# Paul-Antoine de Fay de Peraut
Paul-Antoine de Fay de Peraut ou de Fayn de Peraut, est le 57e évêque d'Uzès, épiscopat de 1621 à 1633. Il était né vers 1580, de Jean de Peraut, baron de Vézénobres et sénéchal de Beaucaire, et de Marie de Montmorency, fille naturelle du connétable de Montmorency-Damville. Il était petit-fils de Françoise de Saint-Gelais, femme de Noël de Peraut.

## Chronologie
| 1613. | Il est nommé évêque titulaire d'Hélénopolis-en-Bithynie (de). |
| 1614. | Il est élu coadjuteur de l'évêché d'Uzès. |
| 1621. | Il succède comme évêque à Louis de Vigne. |
| 1632. | Il est entraîné avec Henri de Fay, son frère, sénéchal de Beaucaire, dans la rébellion de Gaston d'Orléans. Il se trouve enfermé dans le château de Beaucaire avec la garnison qui le défendait. Après la capitulation, il est exilé à Avignon. |
| 1633. | Il y meurt de chagrin à la fin de mars. |
| 1637. | Son frère est tué au siège de Leucate. |

Gédéon de Fay de Peraut, fils d'Henri et neveu de l'évêque d'Uzès, fut prieur de l'église Saint-Pancrace d'Aramon; mourut dans cette ville à l'âge de 74 ans, et fut enseveli dans la chapelle de Saint-François de Sales, qu'il avait fondée.
Fay de Peraut porte de gueules à la bande d'or chargée d'une fouine d'azur.